# Philip Kelland
Philip Kelland   (Dunster, 17 d'octubre de 1808 - Bridge of Allan, 7 de maig de 1879) fou un matemàtic anglès que va ser reformador de l'ensenyament universitari a Escòcia.

## Vida i Obra
Kelland va estudiar a la universitat de Cambridge (Queen's College), on es va graduar el 1834 com senior wrangler, havent estat preparat pel professor particular William Hopkins. Va ser fellow dels Queen's College (Cambridge) durant uns anys, fins que el 1838 va ser nomenat catedràtic de matemàtiques de la universitat d'Edimburg, càrrec que va conservar fins a la seva mort.
Kelland va escriure interessants treballs matemàtics sobre el moviment de les ones de l'aigua (1840 i 1844)) i crítiques contra l'àlgebra simbòlica (1839). Això no obstant, la seva tasca més important va ser com a professor i reformador de l'ensenyament universitari a Escòcia.
Kelland va ser president de la Royal Society of Edinburgh entre 1878 i 1879.